# István Ungvári
István Ungvári (ur. 27 maja 1989) – węgierski bokser.

## Kariera amatorska
W 2008 r. zdobył brązowy medal na Mistrzostwach Europy w Liverpoolu. Ungvári w ćwierćfinale wygrał z  Białorusinem Antonem Bekiszem, a w półfinale został pokonany przez Howhannesa Danieljana, który ostatecznie zdobył złoty medal. W 2011 r. startował na mistrzostwach świata w Baku, gdzie odpadł już w 1/16 finału, przegrywając z Zou Shimingiem. W 2012 r. uczestniczył w europejskich kwalifikacjach na igrzyska olimpijskie w Londynie. Węgier odpadł w 1/8 finału, przegrywając z Paddy'm Barnesem.